# Johan Gardfors
Lars Johan Gardfors, född 25 februari 1979, är en svensk författare. Han är doktorand i litteraturvetenskap vid Göteborgs universitet. 2007 var han med om att grunda förlaget Bladstaden.